# Ratification de l'AECG par le Canada
Lire en ligne

Projet de loi

La ratification de l'Accord économique et commercial global (AECG) par le Canada ou Projet de loi C-30 est un projet de loi déposé le 31 octobre 2016 par le gouvernement Justin Trudeau visant à ratifier l'AECG, un accord de libre-échange entre le Canada et l'Union européenne et ses États membres.